# Friedrich Adolf Ackermann
Friedrich Ludwig Heinrich Adolf Ackermann, eigentlich Adolf Ackermann, Pseudonyme: Klaus Hornbostel, Fritz Freese, Adolf Feldmann, Arnold Mannsfeld (* 24. September 1837 in Bützow; † 5. September 1903 in München) war ein deutscher Buchhändler, Autor und Verleger.

## Leben
(Friedrich) Adolf Ackermann war der jüngste Sohn des Kriminalrats Conrad August Ackermann aus dessen zweiter Ehe mit Charlotte Ernestine, geb. Eyller (1800–1841). Der Mediziner Theodor Ackermann und der Kriminalist Carl August Ackermann waren seine älteren Brüder.
Er erlernte den Buchhandel in Celle. Als Gehilfe arbeitete er in der mecklenburg-strelitzschen Hofbuchhandlung von Carl Brünslow (1811–1883) in Neubrandenburg, wo er Fritz Reuter kennenlernte. Danach ging er auf Wanderschaft und war bei Braumüller in Wien und bei Schneider & Co in Berlin tätig. 
1862 wurde er Geschäftsführer der Fleischmannschen Buchhandlung in der Maximilianstraße 2 in München. 1872 übernahm er die Buchhandlung durch Kauf, nun unter der Firma F. A. Ackermanns Kunstverlag. Der Verlag spezialisierte sich auf hochwertige Reproduktionen von alter und damals zeitgenössischer Kunst in Sammelmappen sowie bald auch Postkarten von Kunstwerken, die vor allem über Museen vertrieben wurden. Am 4. August 1879 ernannte ihn König Ludwig II. zum Königlich Bayrischen Hoflieferanten. Um die Jahrhundertwende war Ackermann Marktführer im Bereich Kunstpostkarten.
Ackermann heiratete am 15. April 1873 im Lübecker Dom Caroline Dettmer (1851–1916), eine Tochter von Reuters Studienfreund Carl Heinrich Dettmer.

## Werke
- Heinrich Hofmann (Hrsg.): Gedenke mein. Ein Weihgeschenk für christliche Familien. 1886
- Heinrich Kepler. Lebenserinnerungen. 1885
- Münchener Künstlernovellen. 1889
- Ateliergeheimnisse. 1891
- Der Untergang des guten Geschmacks in Kunst, Literatur und Presse. 1891/92
- Der Kunsthandel. 1896
- (als Arnold Mannsfeld) De Vageldeputatschon bi Bismarck. Sassenwalt-Idill. To lesen för Kint un Kinnskinner. 1896 (Digitalisat)
- Der Kunstverlag. 1898